# Война за Огаден (1977—1978)
Война за Огаден (также известна как эфиопо-сомалийская война, сомал. Dagaalkii Xoraynta Soomaali Galbeed, амх. የኢትዮጵያ ሶማሊያ ጦርነት ye’ītiyop’iya somalīya t’orineti) — война между Эфиопией и Сомали за контроль над спорным регионом Огаден в 1977—1978 годах, «Первая социалистическая война в Африке». Причиной войны стала попытка Сомали присоединить населённую преимущественно сомалийцами эфиопскую провинцию Огаден. В конце осени 1977 года был разорван советско-сомалийский договор о дружбе и сотрудничестве, так как Советский Союз и его союзники поддержали Эфиопию. При помощи 18-тысячного кубинского и 2-тысячного южнойеменского контингентов эфиопские войска вынудили сомалийскую армию покинуть территорию Эфиопии.

## Предпосылки

### До провозглашения независимости
До провозглашения независимого сомалийского государства большое Сомали де-факто уже существовало в рамках других чужих иностранных образований. Так в 1936 году после захвата Италией Эфиопии была образована Итальянская Восточная Африка, которая объединяла все итальянские колониальные владения (Эритрея, Эфиопия, Итальянское Сомали) в районе Африканского рога, а в 1940 году также ещё и Британское Сомали. Таким образом итальянская колониальная администрация под своей властью объединила большую часть территорий с преобладающим сомалийским населением. Итальянская Восточная Африка была поделена на губернаторства, а на сомалийских землях было создано губернаторство Сомали.
Однако уже в 1941 году уже в ходе британской восточноафриканской кампании (май — апрель) вся Итальянская Восточная Африка была освобождена от итальянской колониальной администрации и была заменена британской военной администрацией.
31 января 1942 года Эфиопия и Британская империя подписывают первое Англо-Эфиопское соглашение, согласно которому Великобритания согласилась на прекращение оккупации своими войсками на большей части Эфиопии; Огаден остался под британской оккупацией (британские войска были окончательно выведены из Эфиопии только в 1955 году). В рамках второго Англо-Эфиопского соглашения британская военная администрация полностью сохраняется в провинции Огаден и в так называемой Зарезервированной зоне, прилегающих к Сомали и составляющих треть территории Эфиопии, на период действия соглашения, то есть до 19 декабря 1946 года. В 1949 году британская оккупационная администрация создала британский протекторат Огаден, просуществовавший до 1954 года. Британский воинский контингент был выведен из Огадена только в 1955 году. Огаден остался в составе Абиссинии.

### После провозглашенияСомалийской республики
Сразу же после провозглашения независимости в 1960 году Сомалийская республика выдвинула территориальные претензии соседним государствам. Правительство страны опубликовало манифест о воссоздании так называемой «Великой Сомали», в которую должны были войти населённые сомалийцами части Эфиопии, Кении и Джибути. Так, согласно первой конституции Сомалийской республики, было провозглашено стремление сомалийского государства к «объединению сомалийских территорий».
Одной из территорий, принадлежность которой оспаривала Сомали, была эфиопская провинция Огаден, населённая преимущественно сомалийцами. Претензии привели к тому, что уже в 1964 году между двумя странами произошёл кратковременный пограничный конфликт начавшая вследствие проходившего крупного восстания в Огадене начавшегося в июне 1963 года.
В 1969 году в результате военного переворота к власти пришёл Мохаммед Сиад Барре, провозгласивший курс на построение социализма, что привело к сближению между Сомали и СССР. Однако Барре не отказался от территориальных претензий к соседям.
Эфиопия была полной противоположностью молодому сомалийскому государству. Ко второй половине XX века Эфиопия являлась самодержавной империей во главе с негусом Хайле Селассие, ведущим свою родословную от легендарных потомков царя Соломона, и на этот момент поддерживала тёплые отношения с США. Однако страна стала испытывать возрастающие проблемы, связанные с сепаратизмом в некоторых регионах, особенно в Эритрее, где началась партизанская война. В 1974 году в результате военного переворота Хайле Селассие был свергнут, а к власти пришла хунта левых военных. Нестабильностью в Эфиопии воспользовался Сомали, начавший оказывать поддержку повстанческим группам Фронта освобождения Западного Сомали (ФОЗС), ведущего с середины 1970-х годов вооружённую борьбу за отделение Огадена от Эфиопии и присоединение его к Сомали.
В 1975 году эфиопская разведка предупреждала министерство обороны, что сомалийская армия готовится к полномасштабной войне. Вторжение ожидалось, когда заканчивался срок пребывания Сиада Барре на посту председателя Организации Африканского Единства. В докладе указывалось, что поддержку силам вторжения окажут партизанские отряды.
С сентября 1976 года действия ФОЗС были наиболее активны. К апрелю следующего года повстанцам удалось разгромить 6 батальонов пехоты эфиопской армии и вывести из строя 11 танков американского производства и 16 БТР.
Видя сложную постреволюционную ситуацию в соседней стране и будучи уверен в советской поддержке (так, что даже не пожелал проконсультироваться с советским руководством), Мохаммед Сиад Барре принял решение захватить Огаден военным путём. Армия Эфиопии имела на вооружении в основном американскую технику и готовилась американскими военными инструкторами.

## Ход войны

### Партизанская фаза
В начале 1975 года ФОЗС был переподчинён напрямую командованию 26-го (северного) военного округа СНА. Летом 1975 года был также создан Фронт освобождения Сомали-Або (ФОСА) для привлечения народа Оромо, который подчинялся командованию 60-го (южного) военного округа СНА. Структурно оба фронта были разделены на девять дивизий, сформированных по территориальному принципу, все офицеры были из сомалийской армии. Верховное командование осуществлял непосредственно министр обороны Сомали генерал Мохамед Али Самантар. Данные партизанские формирования не имели тяжелого вооружения и действовали в стиле «бей и беги».
В начале 1976 года подразделения ФОЗС и ФОСА начали проникать через границу сразу во многих местах. Эфиопские армейские и полицейские части в Огадене были крайне немногочисленны. Они были заперты в городах, и их линии снабжения постоянно подвергались атакам. В итоге к концу 1976 года повстанцы с помощью пропаганды и террора установили господство над значительной частью сельского населения Огадена. Тем не менее в силу ограниченности своего вооружения партизанские отряды не могли взять под свой контроль крупные города в Огадене. Также сомалийская сторона так и не смогли привлечь на свою сторону сколько либо значительной поддержки народа Оромо.
2 июня 1977 года ФОЗС серией взрывов вывели из строя железную дорогу Джибути — Аддис-Абеба.

### Начало войны
В июле 1977 года сомалийская армия вторглась в Огаден. Эфиопия разорвала дипломатические отношения с Сомали только 8 сентября 1977 года, ссылаясь на то, что Сомали 23 июля «предпринял ничем не спровоцированную и открытую агрессию против Эфиопии, используя регулярные наземные и воздушные части. С этого дня между Сомали и обороняющейся Эфиопией идёт настоящая война».
17 августа Сомали совершил неудачную попытку захватить город Дыре-Дауа (Dire Dawa). Сомалийцы во время боя задействовали 16-й батальон 14-й танковой бригады в составе 32 танков Т-55, силы эфиопов в основном составляла пехота, за исключением 2 танков M47 80-го танкового батальона. На подступах к городу 3 сомалийских танка подорвались на минах. Сомалийским танкистам удалось преодолеть эфиопскую оборону и прорваться к аэродрому возле города; в ходе штурма танками весь аэродром был разгромлен, уничтожены вышка управления полётами, 9 самолётов (8 B.17 и 1 T-28) и хранилища с топливом. Эфиопия начала экстренную переброску подкреплений, однако остановить сомалийские танки смогли только массированные налёты эфиопской авиации, которые, по западным данным, вывели из строя 16 танков (по другим данным 11). Согласно заявлениям эфиопов сомалийцы всего в ходе сражения потеряли 21 из 32 задействованных танков Т-55, в доказательство своих слов эфиопы продемонстрировали журналистам 11 сомалийских танков, часть из которых была брошена, так как застряла в грязи.
Продвижение сомалийцев на севере оказалось незначительным: с середины августа шла битва за Джиджигу. 30 августа сомалийцам удалось прорваться на территорию города. Контратака эфиопцев смогла на несколько дней остановить сомалийцев, однако 12 сентября город полностью пал, было уничтожено и захвачено почти 50 эфиопских танков. К концу месяца сомалийцы захватили город Харэр. Здесь наступление было окончательно остановлено и бои перешли в позиционную стадию.

### Стабилизация фронта и позиционная война
Некоторые военные успехи сомалийцев были обесценены их дипломатическими неудачами. Вопреки ожиданиям Барре, Советский Союз не поддержал его в войне. Наоборот, советское руководство видело в революционном эфиопском режиме своего союзника. Ещё в начале 1977 года Эфиопия свернула контакты с США и начала налаживать отношения с СССР. Советская позиция по вопросу эфиопо-сомалийского конфликта была окончательно прояснена осенью, когда с небольшим перерывом Москву посетили Мохаммед Сиад Барре (29—31 августа), встретивший холодный приём, и новый эфиопский лидер Менгисту Хайле Мариам, получивший заверения в полной поддержке. 13 ноября правительство Сомали объявил о денонсации советско-сомалийского договора о дружбе и сотрудничестве и предложил всем советским гражданам покинуть страну в недельный срок (в те же дни Могадишо посетил председатель Комитета по делам вооружённых сил Палаты представителей США Мелвин Прайс). В конце месяца СССР наладил «воздушный мост» для переброски в Эфиопию военной техники. Главным военным советником был назначен заместитель командующего ВДВ генерал-лейтенант Пётр Васильевич Чаплыгин (1977—1981). В дальнейшем эту должность до упразднения загрангруппы соответственно занимали генерал-лейтенант В. Дёмин (1981—1984), генерал-полковники М. Тягунов (1984—1985), X. Амбарян (1985—1987), генерал-лейтенанты А. Денисов (1987—1989) и В. Самсонов (1989—1991).
Разрыв советско-сомалийских отношений стал одним из самых парадоксальных событий холодной войны. Эфиопия, прежний союзник США, превратилась в страну социалистической ориентации, а советские военные советники в составе эфиопских войск, вооружённых американским оружием и подготовленных американскими инструкторами, теперь противостояли сомалийской армии, воевавшей по советским военным уставам и советским оружием.

### Эфиопское контрнаступление
В конце года в Эфиопию для выполнения «интернационального долга» стал прибывать 18-тысячный кубинский контингент под командованием Арнальдо Очоа. Помимо кубинцев, на стороне Эфиопии воевал контингент «добровольцев» из Южного Йемена (2000 человек).
В январе 1978 года на фронте возобновились активные боевые действия, в результате которых сомалийские войска были отброшены от Харэра (освобождён 2 февраля). 3 марта началась операция по освобождению Джиджиги. Основными ударными силами в ней были бронетанковые подразделения кубинцев, а план операции составил глава оперативной группы Министерства обороны СССР в Эфиопии генерал армии В. И. Петров. Выполняя отвлекающий манёвр, кубинцы пошли в лобовую атаку на сомалийскую оборону, в то время как основной удар был нанесён с севера, где высадился крупный вертолётный десант. 4 марта Джиджига была освобождена. К 15 марта 1978 года последние подразделения армии Сомали покинули территорию Эфиопии, и война закончилась.

## Роль СССР в войне
И Эфиопия, и Сомали были стратегическими партнёрами СССР. Но, вопреки ожиданиям Барре, Советский Союз не поддержал Сомали. В связи с этим 13 ноября 1977 года правительство Сомали объявило о денонсации советско-сомалийского договора о дружбе и сотрудничестве и предложило всем советским гражданам (кроме семи работников посольства) покинуть страну в недельный срок. В последний день сомалийского ультиматума в порты Могадишо и Бербера (где находилась советская военно-морская база) прибыли корабли советской эскадры Тихоокеанского флота. Командующий этой эскадрой контр-адмирал М. Хронопуло приказал высадить на берег морскую пехоту для защиты советских граждан и обеспечения беспрепятственной эвакуации советского имущества. Значительная часть высланных из Сомали советских военных специалистов была направлена в Эфиопию.
Начиная с середины декабря 1977 года, в течение трех месяцев из СССР советской военно-транспортной авиацией было переброшено в Эфиопию военной техники и оружия на сумму 1 млрд долларов, в том числе 600 БМП, 60 самолётов МиГ-21, две эскадрильи МиГ-23, большое количество танков Т-54 и около 400 стволов артиллерии.
Общую координацию и планирование эфиопских боевых действий осуществляла советская оперативная группа генерала В.И. Петрова, в составе которой действиями эфиопских ВВС руководил генерал Г.У. Дольников. Советские военные специалисты во время боевых действий находились на фронте, часто в боевых порядках частей.
16 июня 1978 года в засаду, устроенную сомалийской диверсионной группой у деревни Дакэта провинции Огаден, попала группа советских военных специалистов из состава отдельного медицинского батальона: подполковник Н. Удалов, капитаны В. Князев, В. Филиппов, сержант Н. Горелов, рядовые С. Дулов и Н. Козлов. Они были пленены и в дальнейшем при попытке к бегству пятеро из них были убиты, а подполковник Удалов был вывезен на территорию Сомали и пропал без вести.

## Последствия
В наземных сражениях достаточно активно применялась бронетехника. В основном это были советские танки Т-34-85 и Т-55, имевшиеся у обеих сторон, однако у эфиопской армии к началу войны ещё оставались американские M24, M41, M47 и M60. Использовались также боевые машины пехоты БМП-1, зенитные самоходные установки ЗСУ-23-4, артиллерийские самоходные установки АСУ-57.
С начала войны и к моменту взятия Джиджиги (начало сентября) Эфиопия потеряла 75 танков (из примерно 120) и 71 бронетранспортёр, не считая САУ; парк эфиопских танков M41 (54 единицы) был уничтожен и захвачен почти в полном составе. Танков M47 после войны у эфиопов осталось только 6 штук из 30. Танков M60 было потеряно не меньше 7 из 33. Потери сомалийских танков были значительно меньше, по данным ЦРУ по состоянию на 18 октября потери сомалийских танков Т-54, Т-55 и Т-34-85 составляли от 40 до 50 штук (из примерно 200). Во время контрнаступления сомалийские танки понесли большие потери от огня кубинских Т-62. Кубинцы безвозвратно потеряли 6 танков Т-62.
Эфиопо-сомалийская война характеризовалась необычайно активным для вооружённых конфликтов в Африке применением авиации, сыгравшей значительную роль в боевых действиях. Руководил авиационной группировкой Герой Советского Союза генерал Г. У. Дольников. Неожиданностью для экспертов в области авиации стало более удачное и грамотное применение американских истребителей F-5, имевшихся у ВВС Эфиопии, в сравнении с советскими МиГ-21, составлявшими основу ВВС Сомали. Так, 26 июля 1977 года пара F-5 встретилась со звеном МиГ-21 и без потерь сбила два самолёта противника, а оставшиеся два МиГа столкнулись друг с другом, пытаясь уклониться от атаки. Другим знаменательным событием воздушной войны стало первое боевое применение вертолёта Ми-24.
Всего за время конфликта Сомали потерял 28 летательных аппаратов, у другой стороны потери были примерно сопоставимы, Эфиопия и Куба в результате огня противника потеряли 23 летательных аппарата: 8 Saab 17, 5 F-5, 2 C-47/DC-3, 1 T-28, 1 Alouette III, 1 Canberra B.2, 1 UH-1, 3 МиГ-21 и 1 МиГ-17. Также в ходе войны имелись потери по небоевым причинам, например, потерпел катастрофу один эфиопский самолёт DC-3.
Потери Советского Союза в период военных действий в Огадене составили двое погибших.
После официального окончания войны в катастрофах, от болезней и ран погиб ещё 31 советский военнослужащий. Во время боевой операции в конце 1978 года получил тяжёлые ранения и позже скончался советник командующего фронтом вооружённых сил Эфиопии советский полковник Эдишер Хоситашвили.
После ухода сомалийских войск война в Огадене не прекратилась. ФОЗС продолжал действовать в провинции до начала 1980-х годов, когда интенсивность его операций пошла на спад.
В результате войны режим Барре сблизился с США. В августе 1980 года США и Сомали подписали соглашение, предоставляющее право американским военным кораблям пользоваться сомалийскими портами, а американским ВВС — использовать авиабазы в Бербере, Могадишо и Кисимайо. Взамен США осуществляли поставки вооружений.
Для Сомали последствия войны оказались очень тяжёлыми. Национальная армия так и не сумела оправиться от поражения в Огадене. С 1981 года уже в самой Сомали развернулось партизанское движение, которое в 1991 году свергло правительство Мохаммеда Сиада Барре, после чего страна погрузилась в хаос и безвластие, продолжающиеся до сих пор.